# 김락기 (정치인)
김락기(1941년 8월 8일~)는 대한민국의 정치인이다. 제16대 국회의원을 지냈다.

## 역대 선거 결과
|  | 34.5% |

|  | 39.0% |